# HD 125351
HD 125351 är en orange jätte i Björnvaktarens stjärnbild.
Stjärnan har visuell magnitud +4,80 och är synlig för blotta ögat vid normal seeing.